# Nello Pazzafini
Nello Pazzafini, né le 15 mai 1933 à Rome et mort le 27 novembre 1997 à Ostie, est un acteur italien,.

## Biographie
Nello Pazzafini a d'abord été footballeur, puis garde du corps. Reconverti comme acteur, il a joué dans près de 200 films (péplums, westerns spaghetti et gialli). Il a été répertorié sous plusieurs pseudonymes :  Nello Pazzafini, John Carey, Red Carter, Ted Carter, Giovanni Pazzafini, Giovanni Pazzofin, Giovanni Pazzofini, Ned Steinberg, Nat Williams.
Pazzafini, mort des suites du diabète, est enterré au cimetière communal d'Ostie.

## Filmographie partielle
- 1959 : L'Ennemi de ma femme (Il nemico di mia moglie) de Gianni Puccini
- 1963 : L'Invincible Cavalier noir (L'invincibile cavaliere mascherato) de Umberto Lenzi
- 1964 : Les Terreurs de l'Ouest (I magnifici brutos del West) de Marino Girolami
- 1964 : Le Pont des soupirs (Il Ponte dei sospiri) de Carlo Campogalliani et Piero Pierotti
- 1965 : Le Dollar troué de Giorgio Ferroni
- 1965 : Adiós gringo  de Giorgio Stegani
- 1966 : Colorado de Sergio Sollima
- 1966 : Zorro le rebelle (Zorro il ribelle) de Piero Pierotti
- 1967 : Le Rayon infernal de Gianfranco Baldanello
- 1967 : Furie au Missouri (I giorni della violenza) de Alfonso Brescia
- 1968 : Pas folles, les mignonnes (Le dolci signore) de Luigi Zampa
- 1968 : Ringo cherche une place pour mourir (Joe... cercati un posto per morire!) de Giuliano Carnimeo : Fernando
- 1971 : Confession d'un commissaire de police au procureur de la république de Damiano Damiani
- 1971 : Quand les colts fument... on l'appelle Cimetière (Gli fumavano le Colt... lo chiamavano Camposanto) de Giuliano Carnimeo
- 1972 : Le Tueur à l'orchidée (Sette orchidee macchiate di rosso) d'Umberto Lenzi
- 1973 : L'Homme aux nerfs d'acier (Dio, sei proprio un padreterno!) de Michele Lupo
- 1973 : Lo chiamavano Tresette... giocava sempre col morto, de Giuliano Carnimeo : Aureola Joe
- 1974 : La Rançon de la peur d'Umberto Lenzi
- 1974 : Mon nom est Trinita (Carambola) de Ferdinando Baldi
- 1974 : Di Tresette ce n'è uno, tutti gli altri son nessuno de Giuliano Carnimeo : chef des "Menoni"
- 1975 : Ursula l'anti-gang (Colpo in canna) de Fernando Di Leo
- 1975 : Simone e Matteo: Un gioco da ragazzi de Giuliano Carnimeo.
- 1977 : Mannaja de Sergio Martino
- 1977 : Équipe spéciale (La polizia è sconfitta) de Domenico Paolella
- 1977 : Calibre magnum pour l'inspecteur (Napoli si ribella) de Michele Massimo Tarantini
- 1978 : Mon nom est Bulldozer (Lo chiamavano Bulldozer) de Michele Lupo
- 1982 : Ator le Conquérant (Ator l'invincibile) de Joe D'Amato
- 1983 : Le Gladiateur du futur (Endgame - Bronx lotta finale) de Joe D'Amato
- 1984 : Attention les dégâts ! d'Enzo Barboni
- 1985 : La Retape (L'alcova) de Joe D'Amato